# Victorine Meurent
Victorine-Louise Meurent, talvolta citata come Meurant (Parigi, 18 febbraio 1844 – Colombes, 17 marzo 1927), è stata una modella e pittrice francese.
È nota soprattutto per essere stata la modella che posò più frequentemente per Édouard Manet, ma la sua attività da pittrice venne riconosciuta ampiamente durante la sua vita. Infatti, ella partecipò varie volte al prestigioso Salone della pittura e della scultura, mentre le opere manetiane venivano rifiutate.

## Biografia
Victorine-Louise Meurent nacque a Parigi il 18 febbraio 1844 in una famiglia di artigiani. Sua madre realizzava dei cappelli e suo padre era un patinatore di bronzi. La giovane era nota per la sua bassa statura, che le valse il soprannome di La Crevette, "La gamberessa". Meurent suonava sia il violino che la chitarra e spesso diede delle lezioni per suonare i due strumenti.

### Carriera da modella

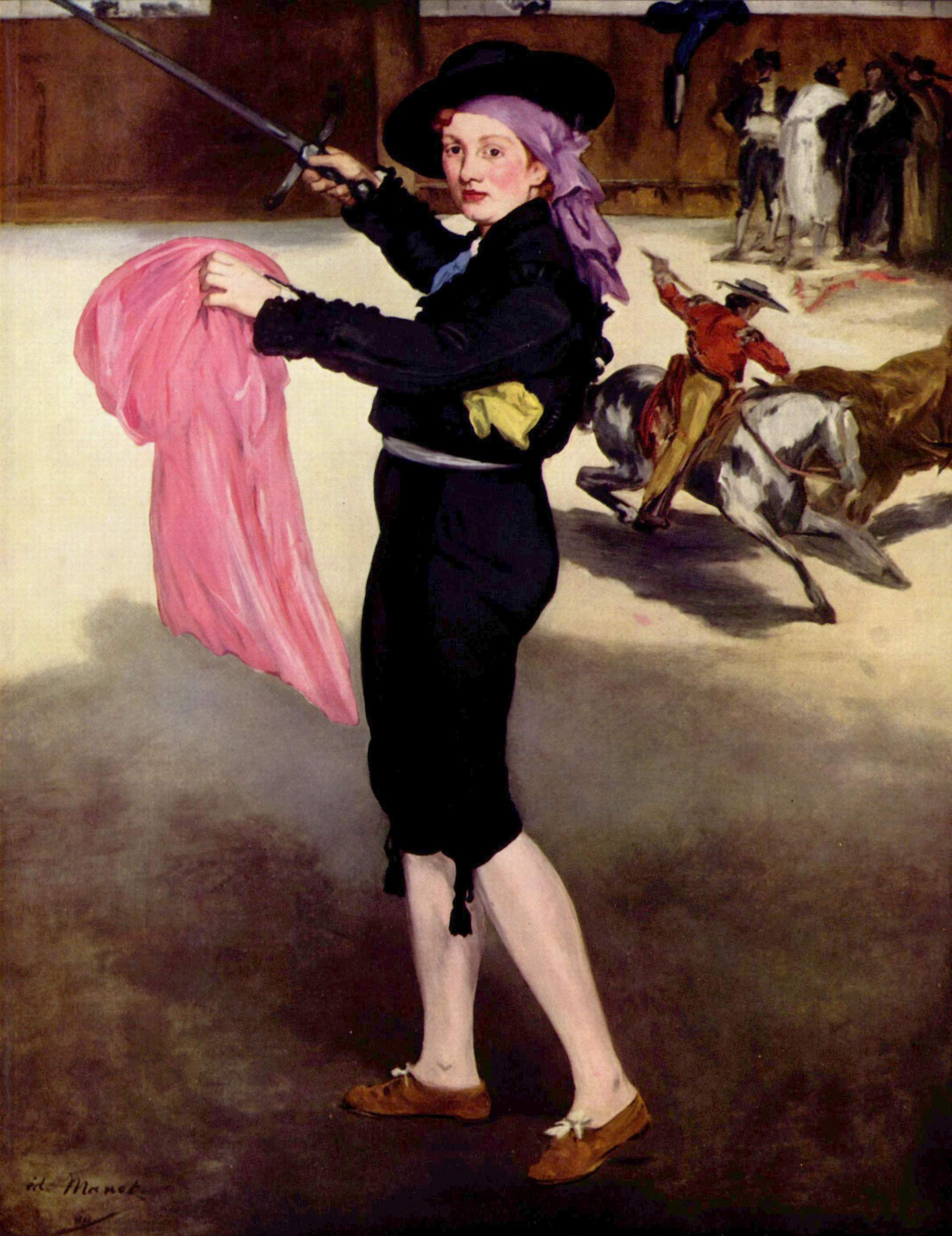
Édouard Manet, Mademoiselle Victorine in costume da espada, 1862

Nel 1860, all'età di 16 anni, Victorine Meurent si iscrisse come modella presso lo studio del pittore Thomas Couture. Forse fu lì che ella incontrò Édouard Manet, uno degli alunni di Couture, ma può anche darsi che l'incontro sia avvenuto tramite un altro pittore, Alfred Stevens. Infatti, fu nello studio di Stevens, messo generosamente a disposizione di Manet, che Édouard iniziò a dipingere Mademoiselle Victorine in costume da espada, una delle prime tele per la quale Victorine gli fece da modella: in particolare, Manet approfittò delle decorazioni e dei costumi lì presenti, che erano stati depositati da una compagnia teatrale madrilena di passaggio a Parigi. Ella posò anche per lo stesso Stevens, al quale era molto legata: la modella si riconosce in due versioni della Sfinge parigina del pittore belga residente a Parigi, la prima datata 1867 e la seconda dipinta, secondo un'annotazione dell'artista sul retro della tela, durante l'assedio di Parigi del 1870. In quegli anni Meurent posò anche per Edgar Degas.

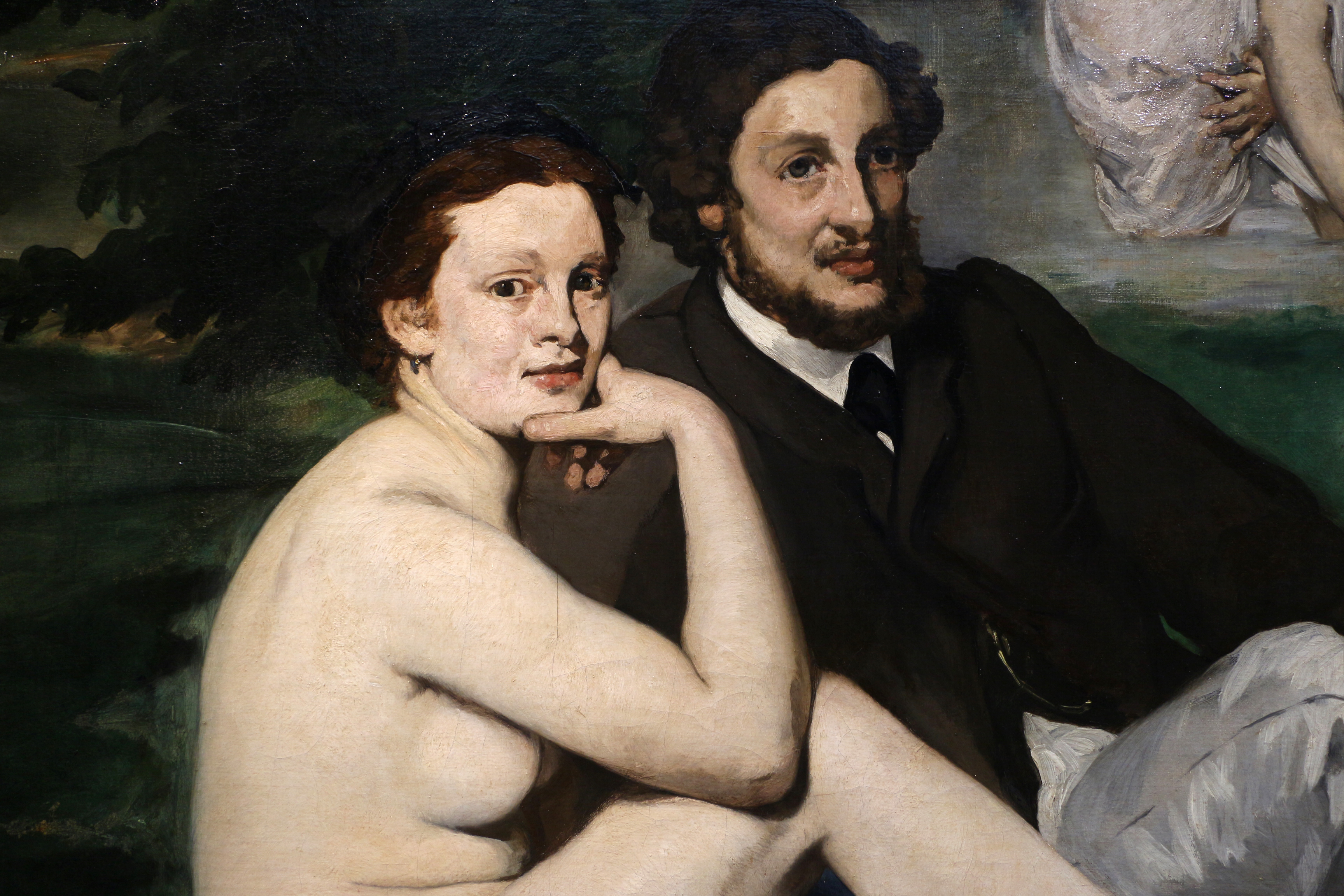
Édouard Manet, Colazione sull'erba, 1863. Dettaglio della donna con il volto di Victorine.

La sua carriera da modella oggi rimane strettamente associata all'opera di Manet, per il quale ella posò per undici anni, dal 1862 al 1873. È suo il volto dei soggetti dei dipinti La cantante di strada, Donna con pappagallo e La suonatrice di chitarra, dipinti tra il 1862 e il 1867. I due dipinti più celebri la ritraggono nuda: sono la Colazione sull'erba del 1863, nel quale è seduta completamente svestita accanto a due uomini in abiti borghesi, e l'Olympia, nella quale è raffigurata sdraiata su un divano. Manet continuò a prendere la Meurent come modella fino all'inizio degli anni 1870, quando lei cominciò a frequentare dei corsi d'arte che si rifacevano allo stile accademico al quale lui si opponeva. L'ultimo dipinto manetiano nel quale appare la Meurent è La ferrovia del 1873, un quadro a soggetto contemporaneo.
Alla fine dell'estate del 1868, Victorine-Louise fece un viaggio in America con l'agenzia teatrale Genot, organizzato dall'impresario Jacob Grau. Questo viaggio è testimoniato dall'unica sua lettera giuntaci, oggi conservata alla biblioteca Pierpont Morgan a Nuova York, e degli scritti dei suoi contemporanei, in particolare Adolphe Tabarant. La compagnia ritornò in Francia nell'ottobre del 1869.

### Carriera da pittrice

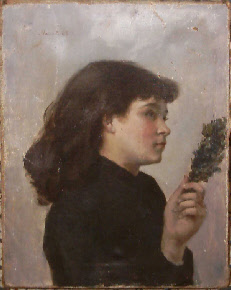
Victorine Meurent, La domenica delle palme, 1880 circa

Fu in quel periodo che Victorine Meurent iniziò a dipingere: a partire dal 1875, ella frequentò le lezioni all'accademia Julian nello studio del pittore Étienne Leroy. In seguito la pittrice ebbe un certo successo, in quanto i suoi dipinti vennero accettati spesso dal Salone. Nel 1876, l'anno nel quale Manet venne rifiutato dal Salon, ella presentò un autoritratto (che verrà acquistato dal museo di Boston nel 2021) e nel 1879 espose Una borghese di Norimberga nel sedicesimo secolo (un'opera oggi dispersa), che si trovava nella stessa sala dove Manet aveva esposto il dipinto Nella serra. Victorine riespose delle sue tele nel 1895 e nel 1904, partecipando quindi a sei edizioni diverse del Salone. Nel 1903 si unì alla Società degli artisti francesi, essendo un'artista riconosciuta. Durante questi anni continuò a fare la modella, ma non più per Manet, dal quale si era allontanata, ma per Norbert Goeneutte.

### Ultimi anni
L'anno seguente, il giornalista Émile Blavet affermò che Victorine aveva passato la sua vita a teatro e tra gli artisti e che ora anche lei era una pittrice, specializzata nei ritratti di animali da compagnia. Nel 1907, quando l'Olympia entrò nelle collezioni del museo del Louvre (presso la galleria nazionale dello Jeu de Paume) e la Colazione sull'erba al museo delle arti decorative, Victorine Meurent si trasferì a Colombes con la sua amica Marie Dufour, dove continuò a dipingere e a dare delle lezioni di chitarra. Fu in quella città che Meurent morì il 17 marzo 1927, all'età di 83 anni. Dopo la morte di Dufour nel 1930, i beni presenti nella casa vennero dispersi. Di lei si conservano due tele nel museo d'arte e storia di Colombes: La domenica delle palme, che aveva esposto al Salone, e Le Briquet.

## Nella cultura di massa
Nel 1906, lo scrittore irlandese George Moore fece della Meurent un personaggio della sua autobiografia semifittizia Memoirs of My Dead Life (1906), nella quale lei appare come una donna di mezza età che aveva una relazione lesbica con una cortigiana celebre.
Le voci sul suo lesbismo nutrirono molto interesse, soprattutto negli Stati Uniti d'America, per la sua carriera, anche se la sua carriera da pittrice non ha segnato profondamente la storia dell'arte. Per molti anni si pensava che fosse morta giovane e che fosse una prostituta. Dopo la sua riscoperta da parte di Eunice Lipton, ella apparve in molte opere di finzione negli anni 1990 e 2000: Alias Olympia: A Woman's Search for Manet's Notorious Model and Her Own Desire di Eunice Lipton (1992), Mademoiselle Victorine: a Novel (2007) di Debra Finerman, A Woman With No Clothes On (2008) di V. R. Main, Sacré Bleu di Christopher Moore (2012) e altri. Nel 2003, in Francia, Emmanuel Laurent pubblicò un diario fittizio, accompagnato da una biografia, intitolato Mademoiselle V. Journal d'une insouciante.
Victorine Meurent è anche un personaggio del film Intimate Lives: The Women of Manet del 1998 ed è interpretata da Shelley Phillips. Inoltre, è tra i protagonisti dell'opera Victorine, scritta dal movimento di artisti concettuali Art & Language e composta parzialmente da Mayo Thompson.

## Galleria d'immagini

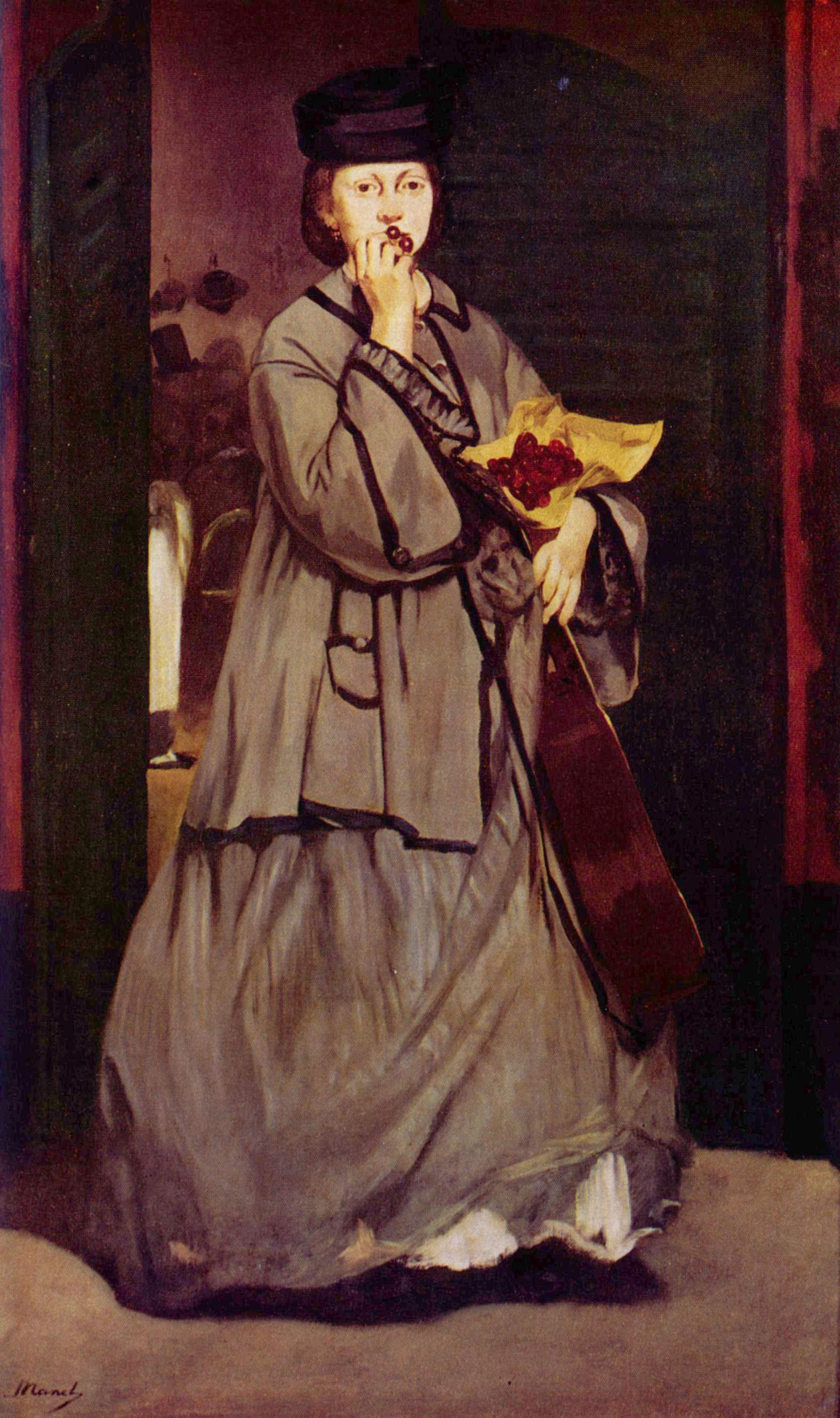
Édouard Manet, La cantante di strada, 1862
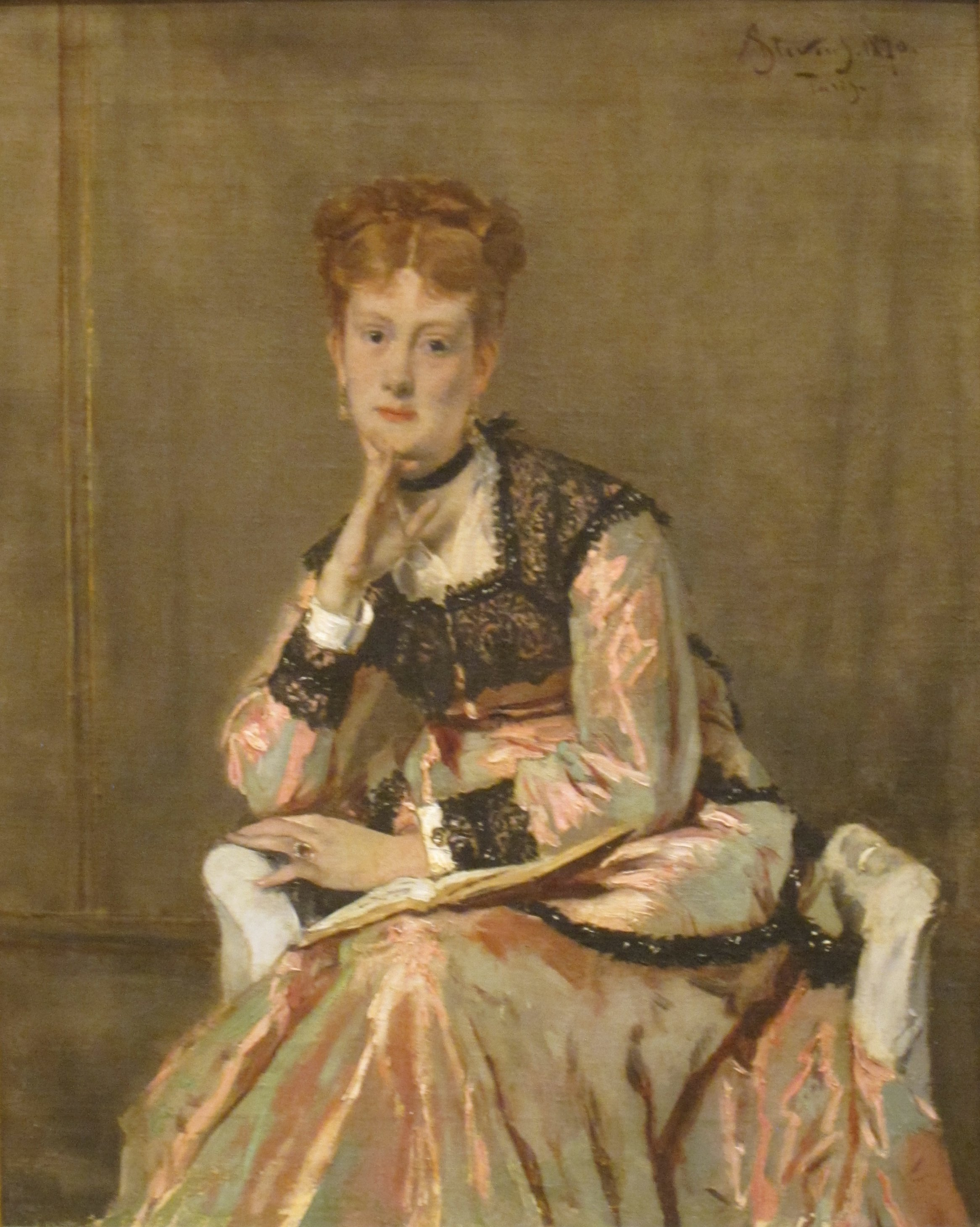
Alfred Stevens, La sfinge parigina, 1870
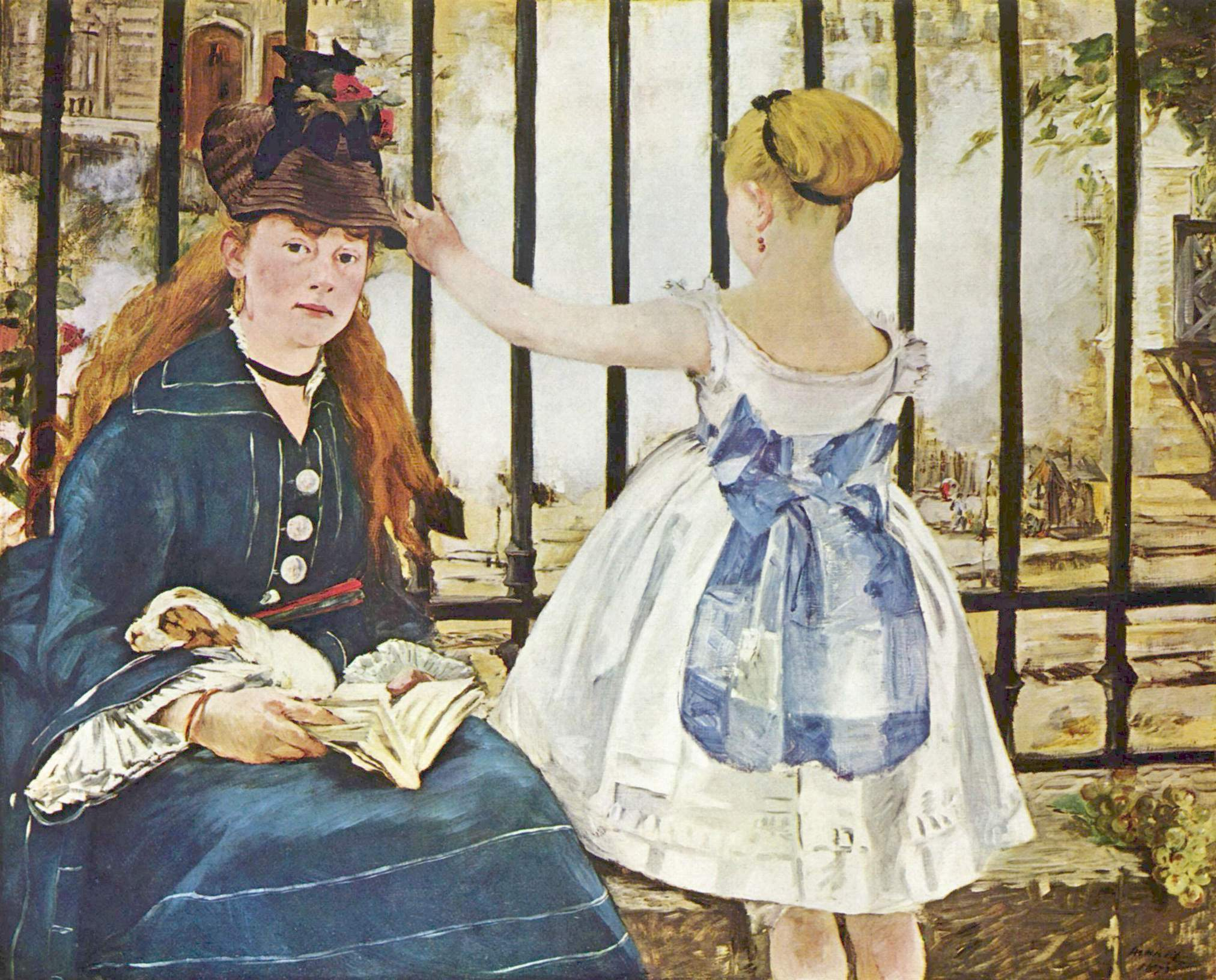
Édouard Manet, La ferrovia, 1873
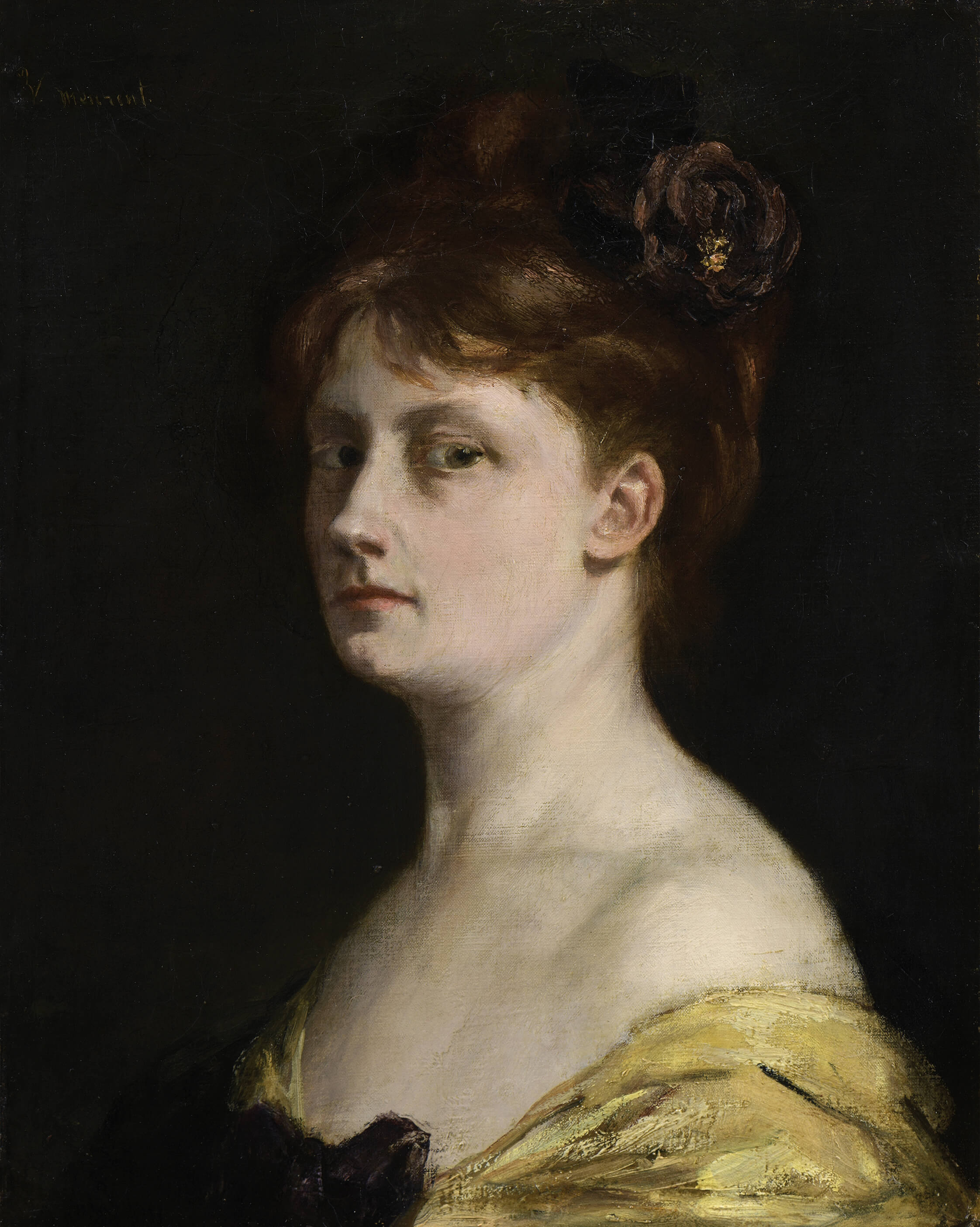
Victorine Meurent, Autoritratto, 1876 circa